# Finlux
Finlux è un marchio finlandese di elettronica di consumo. Fondato a Lohja nel 1971, è dal 2006 di proprietà dell'azienda elettronica turca Vestel.

## Storia
La Iskumetalli Oy, ditta produttrice di pompe di Lohja, rilevata nel 1946 dalla Lohjan Kalkkitehdas Oy (impianti per la lavorazione della calce di Lohja, in località Virkkala), nel 1948 diversificò la sua attività specializzandosi nella produzione delle radio a valvole su licenza della svedese Luxor. Nel 1958, l'attività di produzione venne estesa anche ai televisori in bianco e nero.
Nel 1964, la Iskumetalli venne incorporata dal gruppo industriale Lohja, e nel 1971 terminò il contratto di licenza con la Luxor. Da qui venne creato il marchio Finlux, derivato dall'unione dei termini "Finlandia" e "Luxor". L'anno seguente, nel 1972 fu avviata la produzione dei primi apparecchi televisivi a colori, denominati Finlux "Peacock", progettati dall'ingegnere Martti Ahava. Nel 1974, al Finlux Peacock venne affiancato il modello "Colibri". 
Nel 1975, la Lohjan Kalkkitehdas cambiò ragione sociale in Oy Lohja AB.
Nel 1976 i modelli Peacock e Colibri vennero sostituiti dalla serie TC e RC In Line. 
Nel 1978 arrivò sul mercato una nuova serie di TV a colori, la serie Finlux OBC (Optimum Brightness Contrast), progettata dall'ingegnere Heikki Tupala, che fu uno dei prodotti di maggiore successo dell'azienda di Lohja. Nel 1979, il gruppo Lohja assorbì la ASA Radio Oy, altra azienda finlandese produttrice di apparecchi radio e televisivi. Poco dopo le gamme dei prodotti ASA e Finlux vennero unificate. 
In quel periodo la divisione elettronica di consumo del gruppo produceva annualmente 170.000 televisori con i marchi Finlux e ASA. Nel 1982 i modelli OBC divennero OBC Satellite, disponibili anche in versione con audio stereo e televideo di serie.
Il principale mercato di riferimento era quello dei paesi della regione scandinava, ma Finlux era presente anche in altri paesi europei ed extraeuropei.
 In Italia il marchio arrivò sul mercato nel 1978, con i TV color della serie OBC e i successivi OBC Satellite. Sul mercato italiano i TV color Finlux non ebbero molto successo, vista la scarsa rete di vendita e assistenza. Diversi apparecchi di produzione Finlux vennero commercializzati anche con il marchio DuMont dalla ditta milanese Telko S.r.l., oltre che dalla catena di negozi tedesca Quelle con il marchio Universum. 
Nel 1984, la serie di TV OBC Satellite venne sostituita dalla nuova serie Design 1000 disegnata da Tapani Hyvönen.
Nel 1989 arrivò sul mercato la serie Sky Design (serie 3000), caratterizzata dal design raffinato e da caratteristiche d'avanguardia.
Nel 1992 il gruppo Oy Lohja AB, che impiegava 7.700 dipendenti, navigava in cattive acque e infine cedette la sua divisione elettronica di consumo con il marchio Finlux alla Nokia, che continuò la produzione dei modelli Finlux. Dopo appena quattro anni, nel 1996, Nokia vendette i suoi impianti di produzione di televisori in Finlandia, le relative organizzazioni di vendita in Europa e con esse i marchi Finlux, Salora e Oceanic, alla Semi-Tech (Global) Company di Hong Kong.
Nel 2000, Semi-Tech fallì e il marchio Finlux, assieme ai marchi Guestlink, Luxor e Salora, e allo stabilimento di produzione di Turku, venne acquistato dall'azienda norvegese Otrum Electronics, attiva nella fornitura di servizi televisivi per gli alberghi. L'anno seguente, nel 2001, venne riattivata la fabbrica di Turku, dove con i suddetti marchi furono prodotti televisori CRT, nonostante andava progressivamente affermandosi la tecnologia a schermo piatto. Nel frattempo era stata costituita una nuova società denominata Finlux Oy, che nel 2002 impiegava 500 dipendenti e venne rilevata dalla private equity finlandese Helmet Business Mentors Oy e dalla finanziaria pubblica Suomen Teollisuussijoitus del Ministero del Commercio e dell'Industria della Repubblica di Finlandia, rispettivamente come socio di maggioranza e di minoranza.
Nell'ottobre 2005, Finlux Oy aveva accumulato un debito di 46,5 milioni di euro, e perciò fu costretta a dichiarare fallimento. L'organico era stato ridotto a 200 dipendenti, di cui solo 50 erano ancora attivi alla produzione. Pochi mesi più tardi, nel gennaio 2006, Vestel, azienda turca produttrice di elettronica di consumo e di elettrodomestici, rilevava dal fallimento i marchi Finlux e Luxor, che da allora fanno parte del Gruppo asiatico.

## Informazioni e dati
Finlux oggi è un marchio di proprietà della Vestel Trade Co. Organize Sanayi Bölgesi, azienda di distribuzione commerciale con sede a Manisa, consociata del gruppo industriale Vestel.
Dal 2006 vengono commercializzati con il marchio Finlux televisori LED, lampade a LED, dispositivi per le stazioni di ricarica per veicoli elettrici, display professionali ed elettrodomestici per la cottura, il freddo e il lavaggio, prodotti dalla Vestel e destinati al mercato europeo.